# Bergiselschanze
Die Bergiselschanze ist eine Skisprungschanze auf dem Bergisel in Innsbruck, Österreich. Architektin der Schanze ist Zaha Hadid. Der Turm beherbergt ein Aussichtsrestaurant und eine Aussichtsplattform, die (außer bei Sportveranstaltungen) gegen Eintritt zugänglich und mit einem Schrägaufzug erschlossen sind.

## Geschichte und Architektur
Am 23. Jänner 1927 gab es das erste Springen am Bergisel auf der Naturschanze. Ein Jahr später wurde ein Anlaufturm errichtet. Für die Nordischen Skiweltmeisterschaften 1933 wurde die Schanze völlig neu umgebaut. Während eines Fußball-Jugendturniers 1941 besuchten die Fußballvereine SV Villingen und SV Innsbruck die baufällige Schanze, dabei stürzte der Anlaufturm ein. Es gab vier Tote und mehrere Verletzte. Aufgrund der schlimmen Ereignisse wurde die Anlage total abgerissen. Die Schanze wurde nach dem Zweiten Weltkrieg nach den Plänen von 1930 wieder aufgebaut. Seit der Gründung der Vierschanzentournee 1952 wird seit dem 3. Jänner 1953 auf der Schanze die Tournee mit ausgetragen.
Für die Olympischen Winterspiele 1964 und 1976 wurde die Schanze jeweils um- und ausgebaut. Zusammen mit Seefeld veranstaltete man 1985 die Nordischen Skiweltmeisterschaften. Im Juni 1987 spielten unter anderem der Jazz-Trompeter Miles Davis sowie John McLaughlin im Rahmen des „Woodstock am Bergisel“ ein Konzert in der Anlage. Im Juni 1988 besuchte Papst Johannes Paul II. die Anlage und feierte dort eine Messe mit ca. 60.000 Gläubigen.

### Massenpanik 1999
Am 4. Dezember 1999 kam es beim Snowboard-Wettbewerb Air & Style zu einer Massenpanik unter den knapp 40.000 Besuchern nach dem Bruch einer Absperrung am Ausgang. Vier Tirolerinnen im Alter von 14 bis 21 Jahren und eine 21-jährige Australierin starben an Ort und Stelle beziehungsweise auf dem Weg ins Krankenhaus. 38 zum Teil Schwerverletzte mussten in Krankenhäusern versorgt werden. Eine weitere Frau starb vier Jahre nach dem Unglück an den Folgen, eine andere nach fünfzehn Jahren.
Nach dem Unglück gab es Diskussionen rund um die maximal zulässige Zuschauerzahl und der tatsächlichen Zahl der Besucher. Laut einem Gutachten hätten in das Bergiselstadion nur 6.000 Zuschauer eingelassen werden dürfen, um die achtminütige Räumungszeit zu gewährleisten. Behördliche Bescheide hingegen hätten dem Stadion ein Fassungsvermögen von 38.000 Menschen und mehr zugestanden. Jahre nach dem Unglück führten Entschädigungszahlungen zu Unstimmigkeiten zwischen Land Tirol, den Versicherungen und den Anwälten der Verunglückten. 2002, drei Jahre nach der Tragödie, stimmte die Tiroler Landesregierung schließlich den Zahlungen zu. Der Chef der privaten Sicherheitsfirma musste sich wegen „fahrlässiger Gemeingefährdung“ am Innsbrucker Landesgericht verantworten. Auf den Tag genau vier Jahre nach dem Unglück wurde er freigesprochen. Laut Gericht hätte er den Unfall nicht vorhersehen können.

### Umbau
Im Jahr 1999 hatte die Stadt Innsbruck den Umbau der Anlage und der Schanze in einem internationalen Gutachterverfahren ausgeschrieben. Dazu hatte man sechs in- und ausländische Architekten eingeladen, um ihr Konzept für den Umbau vorzustellen. Den Zuschlag bekam die Londoner Architektin Zaha Hadid. Zur 50. Vierschanzentournee 2002 wurde die Schanze gesprengt, wieder neu aufgebaut und mit Matten belegt. Der Bau der Schanze und der Anlage kostete 12 Mio. Euro und wurde 2003 endgültig fertiggestellt. 2002 bekam die Architektin für das Bauwerk den Österreichischen Staatspreis für Architektur, und es gilt heute als eines der architektonisch bedeutendsten Sportbauwerke Österreichs. In seiner organisch-dekonstruierten schlangenartigen Form nimmt es seine Rolle als Wahrzeichen der Stadt wahr, ohne eine rein technische Konstruktion zu sein, und präsentiert sich von jeder Seite in einem überraschend anderen Bild. 2007 entstand mit der Hungerburgbahn ein interessantes Gegenstück auf der anderen Talseite.
2005 veranstaltete man mit Seefeld die Universiade. Nach der witterungsbedingten Absage des Springens am 3./4. Jänner 2008 wurde die Anlage für das Springen 2009 mit einem Windnetz für 100.000 Euro aufgerüstet.
Im Jahr 2008 kam die Air & Style an die Schanze zurück, das Bergiselstadion stand im selben Jahr für die Fußball-Europameisterschaft mit Fanzone und Public Viewing zur Verfügung und ca. 1500 Zuschauer verfolgten auf einer 80 m² großen Videoleinwand die Spiele der Euro 2008. Die Bands Juli und Revolverheld, der Reggae-Musiker Gentleman und viele weitere gaben zur Euro 2008 ein Konzert. Am 13. Jänner 2012 wurden die ersten Olympischen Jugend-Winterspiele im Stadion feierlich eröffnet.

## Technik

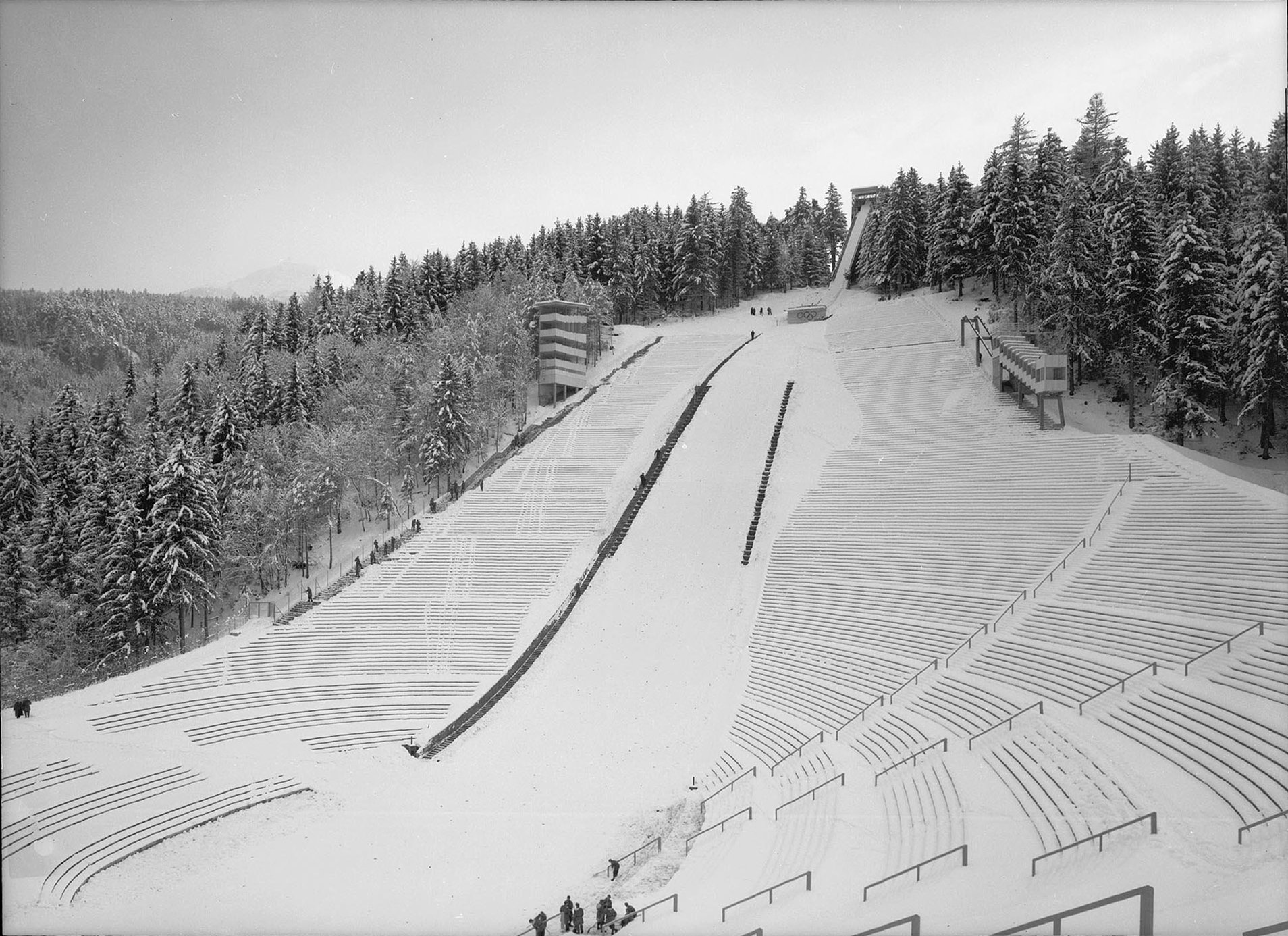
Die Bergiselschanze 1962

Zwischen 1927 und 2003 wurde die Anlage wiederholt umgebaut. Sie ist nun mit der Sprungrichtung etwa nach Richtung 3/4 12, also fast genau nach Norden hin orientiert. Genau unter dem Schanzentisch verläuft die Brenner Autobahn in zwei Tunnelröhren (Bergiseltunnel), die Inntal Autobahn ebenso (Wiltnertunnel), jedoch 150 m nördlich des Auslaufs.
Der Auslauf wurde 2003 mit grünen Kunststoffmatten belegt, die eine Sommernutzung ermöglichen. Die Anlauframpe wurde in der Spur mit Glaskeramikschindeln belegt, darunter liegen Kühlschlangen. Der Schanzentisch weist eine Neigung von 10,75° auf, 6,5 m vor der Absprungkante ist die Spur ein Stück lang gelb markiert. Der Turm wird außerhalb von Sportwettbewerben als Restaurant und Aussichtspunkt genutzt. Der Brückenteil der Anlauframpe ist nachts blau beleuchtet. Das Kühlsystem wurde 2012 erneuert.

## Galerie

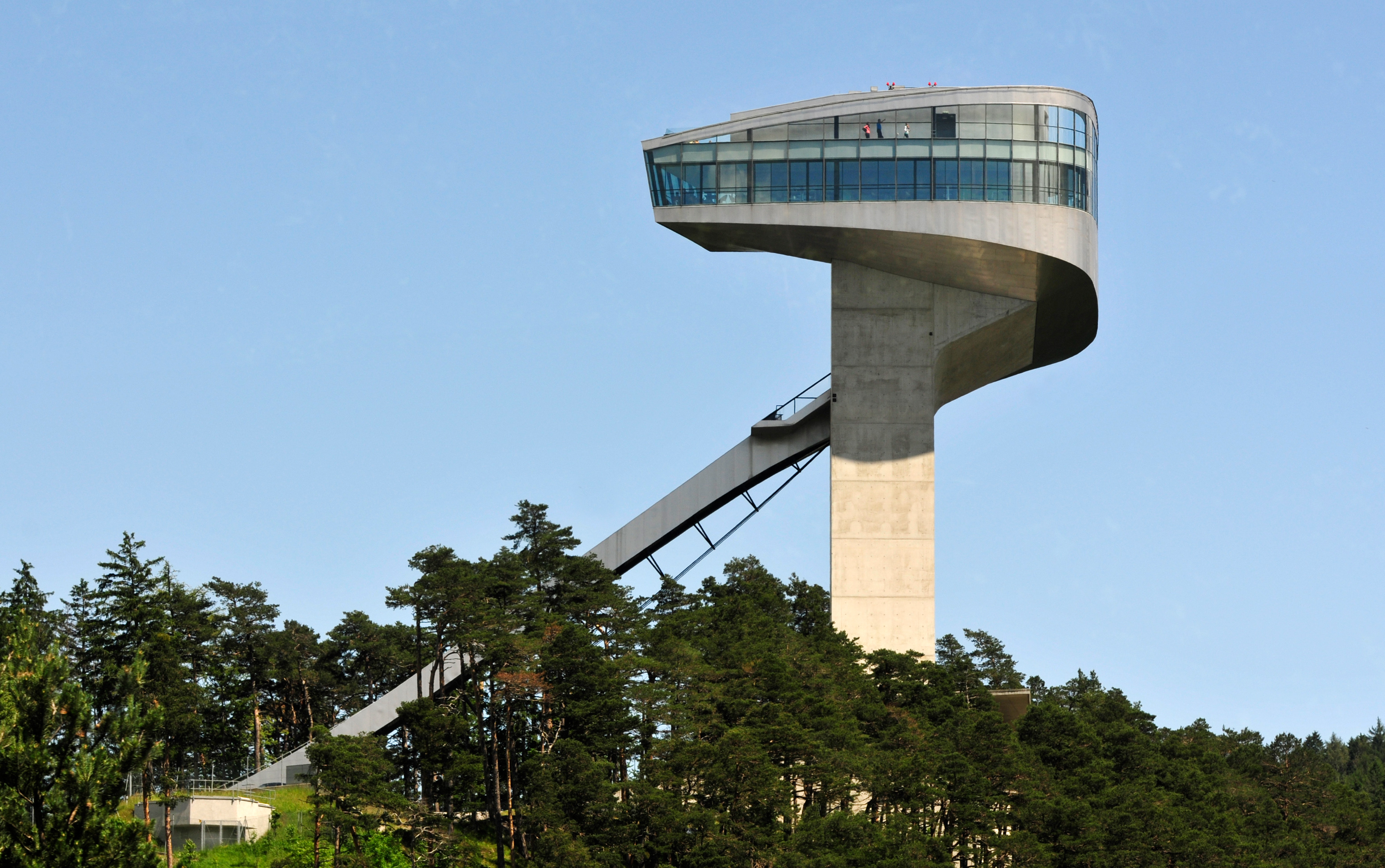
Turm der Bergiselschanze
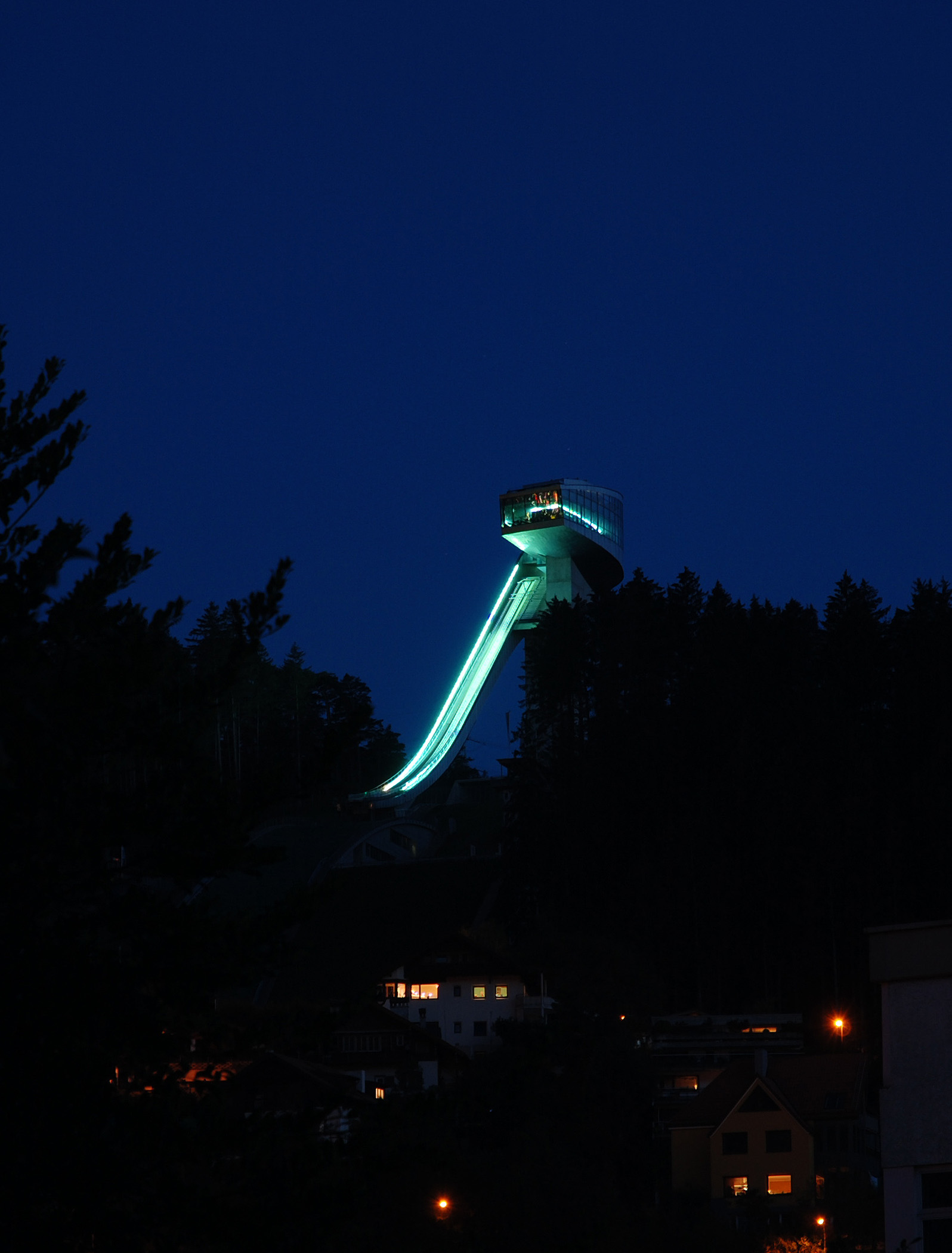
Bergiselschanze mit Nachtbeleuchtung
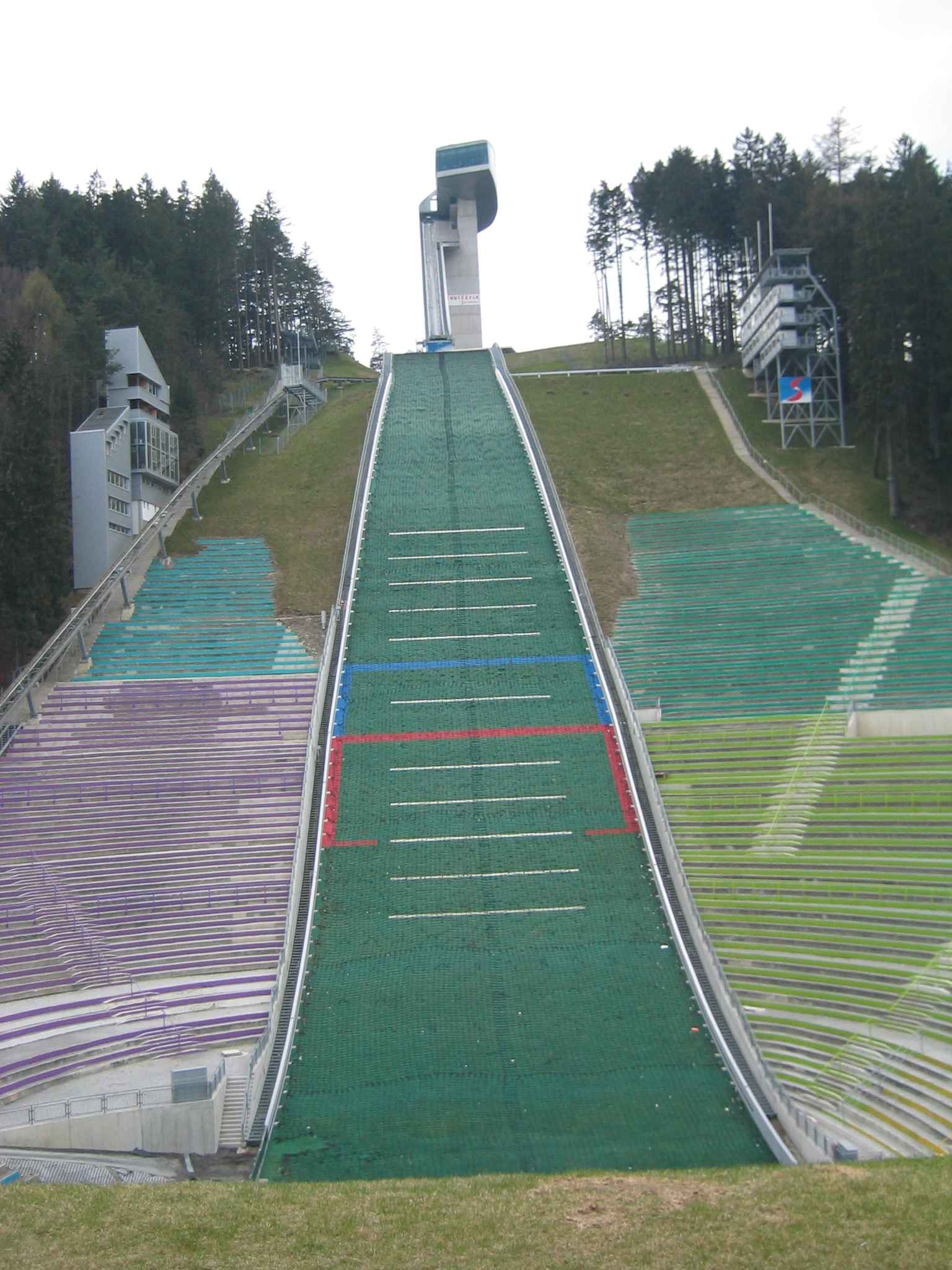
Axiale Sicht den kunststoffbelegten Aufsprung hinauf
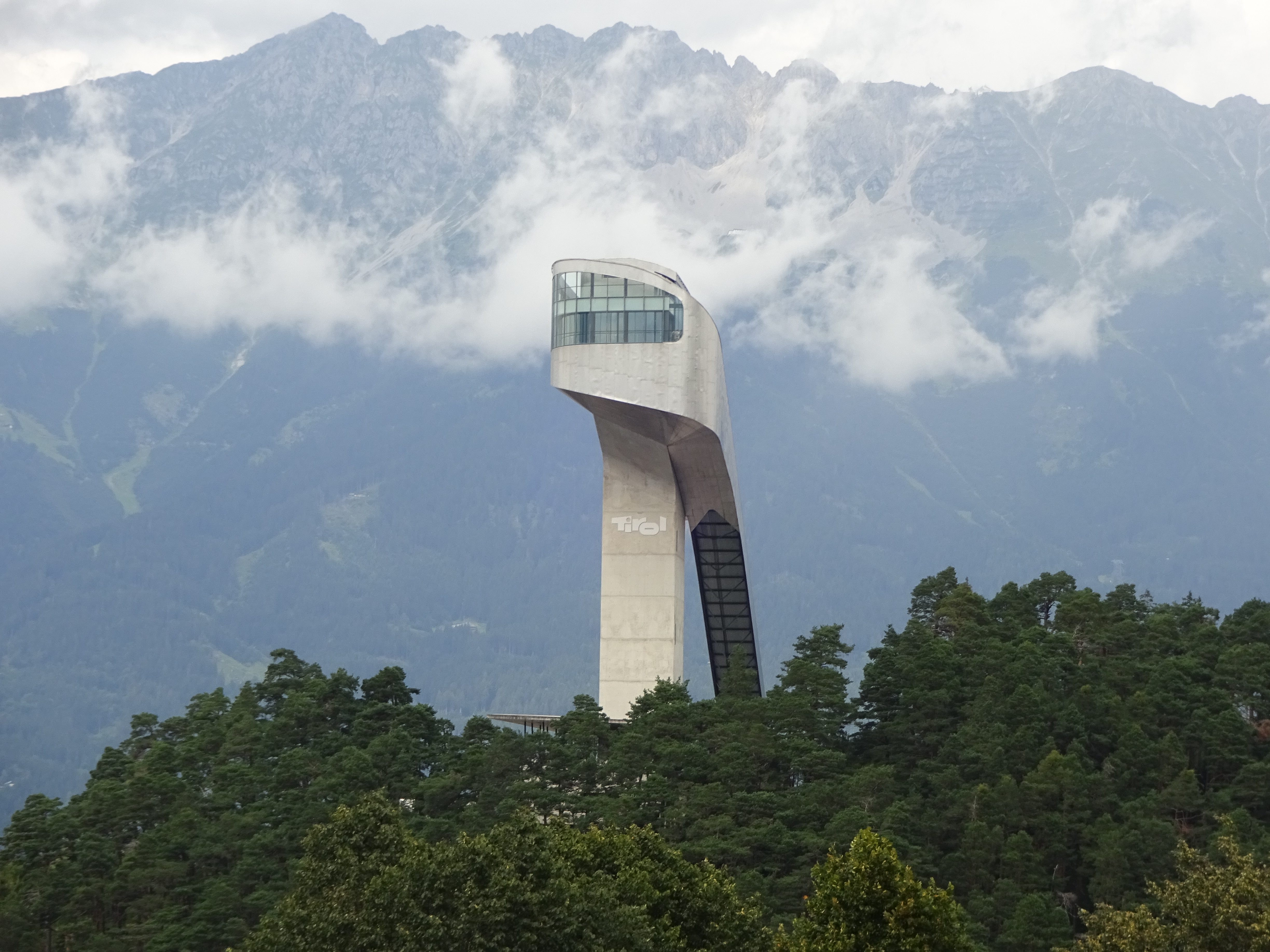
Turm von Süden gesehen
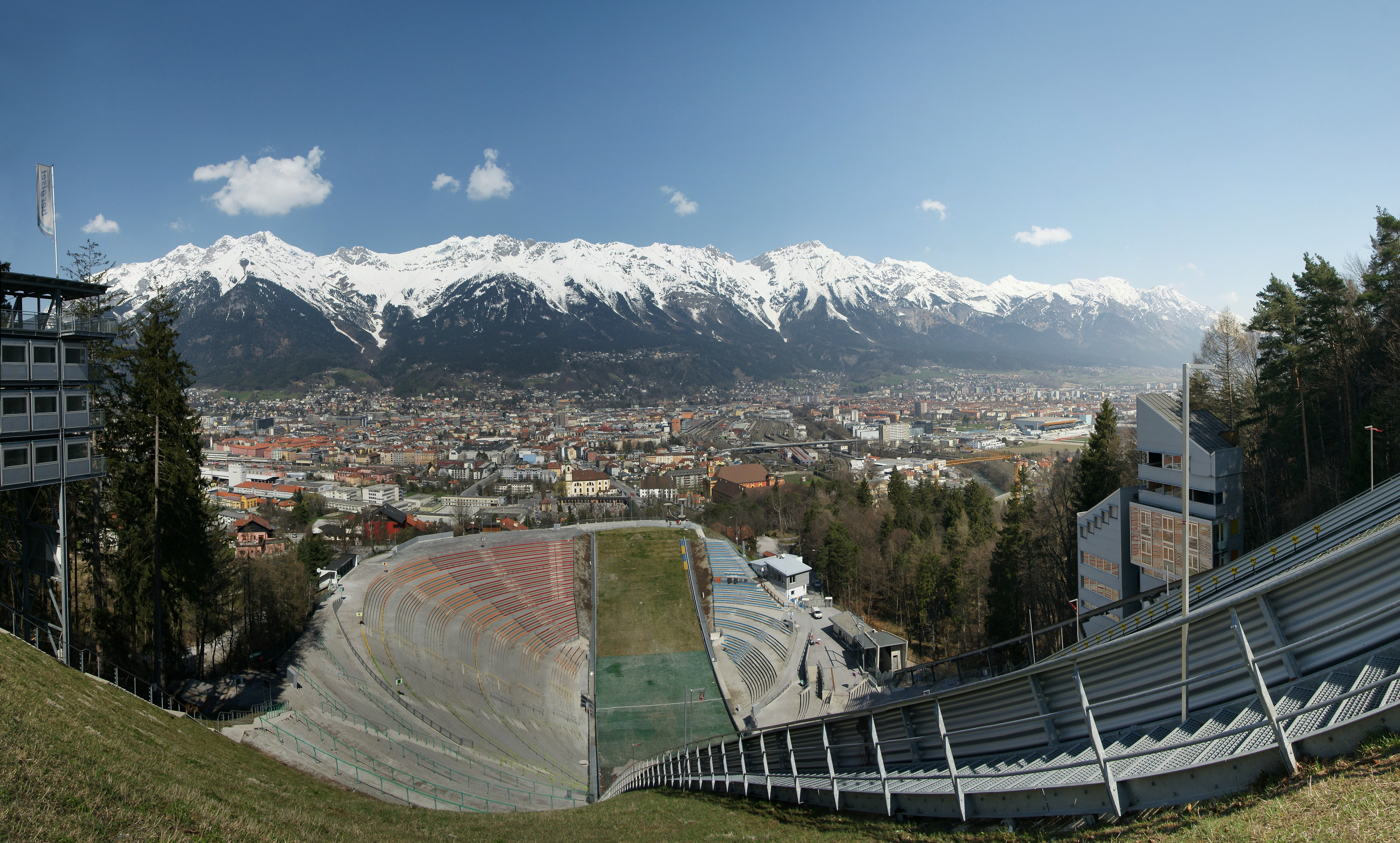
Blick von der Bergiselschanze
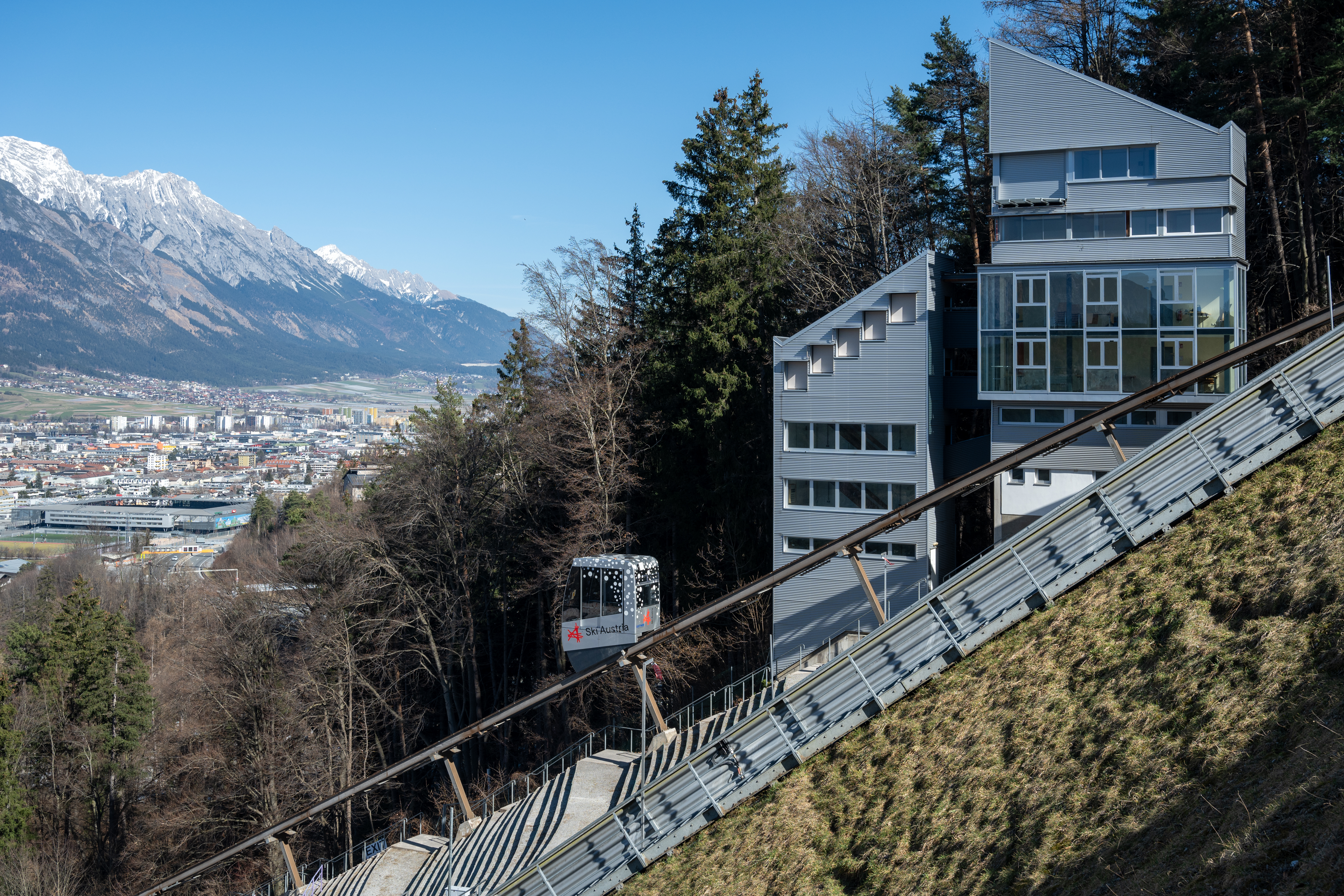
Kampfrichterturm & Schrägaufzug
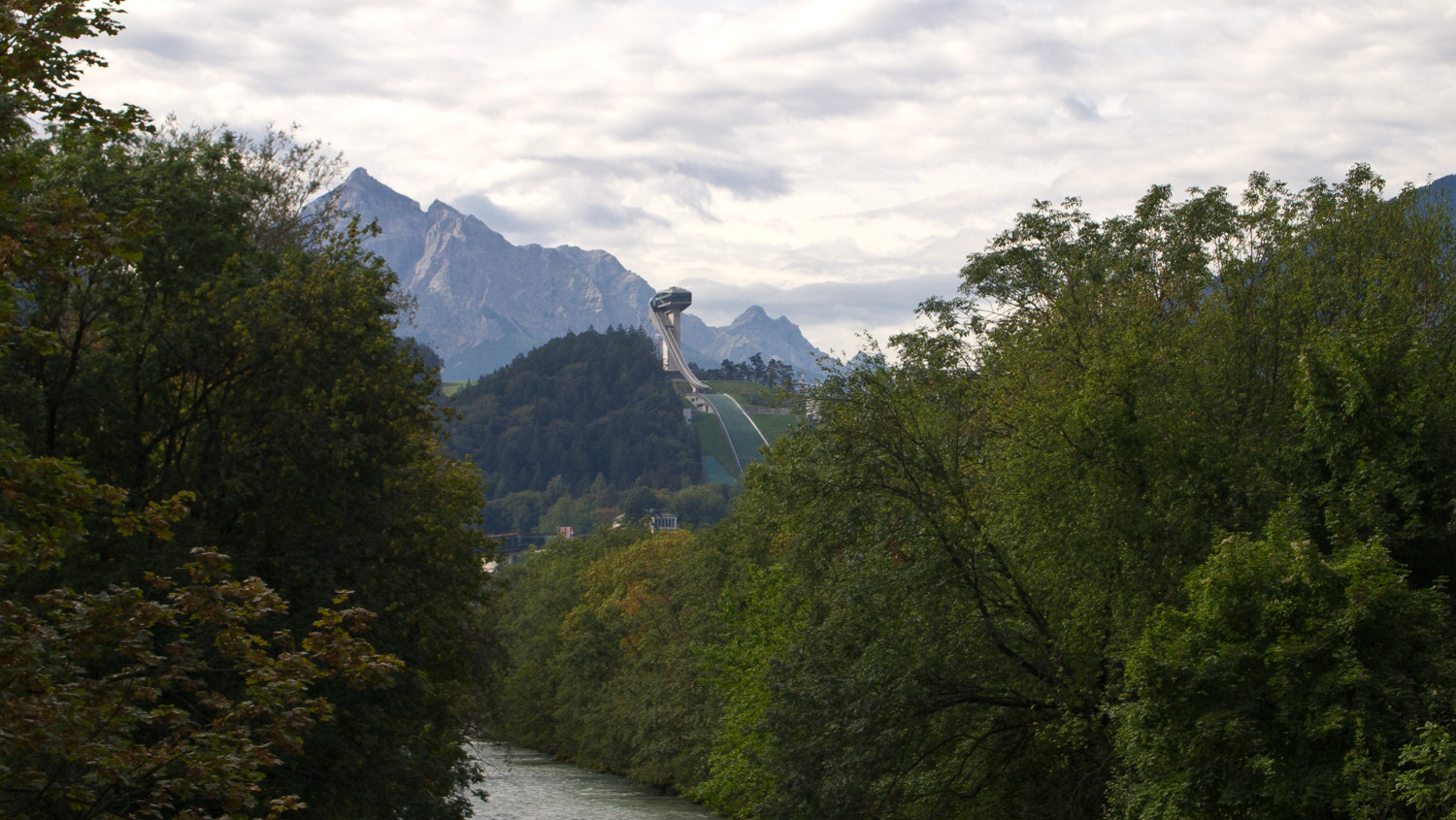
Blick von der Brücke in der Amraser Straße

## Großveranstaltungen
- WM 1933
- Olympische Winterspiele 1964
- Olympische Winterspiele 1976
- WM 1985
- Olympische Jugend-Winterspiele 2012
- WM 2019

## Internationale Wettbewerbe

### Vierschanzentournee
Die Bergiselschanze gehört zum Programm der Internationalen Vierschanzentournee. Dabei wurden die Podiumsplätze wie folgt verteilt:
| Datum             | 1. Platz                                | 2. Platz                                | 3. Platz                                |
| ----------------- | --------------------------------------- | --------------------------------------- | --------------------------------------- |
| 6. Jänner 1953    | Sepp Bradl                              | Asgeir Dølplads                         | Harry Bergqvist                         |
| 3. Jänner 1954    | Olaf B. Bjørnstad                       | Matti Pietikäinen                       | Arnfinn Bergmann                        |
| 6. Jänner 1955    | Torbjørn Ruste                          | Hemmo Silvennoinen                      | Max Bolkart                             |
| 6. Jänner 1956    | Koba Zakadse                            | Harry Glaß                              | Max Bolkart                             |
| 30. Dezember 1956 | Nikolai Schamow                         | Nikolai Kamenski                        | Max Bolkart                             |
| 5. Jänner 1958    | Helmut Recknagel                        | Nikolai Kamenski                        | Walter Habersatter                      |
| 4. Jänner 1959    | Helmut Recknagel                        | Veikko Kankkonen                        | Anders Woldseth                         |
| 3. Jänner 1960    | Max Bolkart                             | Otto Leodolter                          | Albin Plank                             |
| 6. Jänner 1961    | Kalevi Kärkinen                         | Helmut Recknagel                        | Otto Leodolter                          |
| 30. Dezember 1961 | Willi Egger                             | Koba Zakadse                            | Walter Habersatter                      |
| 30. Dezember 1962 | Toralf Engan                            | Helmut Recknagel                        | Georg Thoma                             |
| 5. Jänner 1964    | Veikko Kankkonen                        | Alexander Iwannikow                     | Józef Przybyła                          |
| 5. Jänner 1965    | Torgeir Brandtzæg                       | Bjørn Wirkola                           | Józef Przybyła                          |
| 2. Jänner 1966    | Dieter Neuendorf                        | Veikko Kankkonen                        | Günther Göllner                         |
| 6. Jänner 1967    | Bjørn Wirkola                           | Franz Keller                            | Sepp Lichtenegger                       |
| 6. Jänner 1968    | Gari Napalkow                           | Bjørn Wirkola                           | Jiří Raška                              |
| 3. Jänner 1969    | Bjørn Wirkola                           | Jiří Raška                              | Anatoli Scheglanow                      |
| 4. Jänner 1970    | Bjørn Wirkola                           | Horst Queck                             | Anatoli Scheglanow                      |
| 3. Jänner 1971    | Zbyněk Hubač                            | Jiří Raška                              | Rudolf Höhnl                            |
| 29. Dezember 1971 | Yukio Kasaya                            | Rainer Schmidt                          | Tauno Käyhkö                            |
| 3. Jänner 1973    | Sergei Botschkow                        | Rainer Schmidt                          | Hans-Georg Aschenbach                   |
| 3. Jänner 1974    | Hans-Georg Aschenbach                   | Hans Schmid                             | Walter Steiner                          |
| 3. Jänner 1975    | Karl Schnabl                            | Edi Federer                             | Hans Wallner                            |
| 4. Jänner 1976    | Jochen Danneberg                        | Karl Schnabl                            | Reinhold Bachler                        |
| 4. Jänner 1977    | Henry Glaß                              | Walter Steiner                          | Toni Innauer                            |
| 4. Jänner 1978    | Per Bergerud                            | Kari Ylianttila                         | Hans Wallner                            |
| 3. Jänner 1979    | Pentti Kokkonen                         | Roger Ruud                              | Jochen Danneberg                        |
| 4. Jänner 1980    | Hubert Neuper                           | Hansjörg Sumi                           | Henry Glaß                              |
| 4. Jänner 1981    | Jari Puikkonen                          | Hubert Neuper                           | Armin Kogler                            |
| 4. Jänner 1982    | Manfred Deckert                         | Per Bergerud                            | Roger Ruud                              |
| 4. Jänner 1983    | Matti Nykänen                           | Jens Weißflog                           | Horst Bulau                             |
| 4. Jänner 1984    | Jens Weißflog                           | Matti Nykänen                           | Jari Puikkonen                          |
| 4. Jänner 1985    | Matti Nykänen                           | Jens Weißflog                           | Pavel Ploc                              |
| 4. Jänner 1986    | Jari Puikkonen                          | Hroar Stjernen                          | Anssi Nieminen                          |
| 4. Jänner 1987    | Primož Ulaga                            | Hroar Stjernen                          | Ernst Vettori                           |
| 3. Jänner 1988    | Matti Nykänen                           | Andreas Bauer                           | Jens Weißflog                           |
| 4. Jänner 1989    | Jan Boklöv                              | Jens Weißflog                           | Ari-Pekka Nikkola                       |
| 4. Jänner 1990    | Ari-Pekka Nikkola                       | Jens Weißflog                           | Ernst Vettori                           |
| 4. Jänner 1991    | Ari-Pekka Nikkola                       | Jens Weißflog                           | Dieter Thoma                            |
| 4. Jänner 1992    | Toni Nieminen                           | Andreas Goldberger                      | Andreas Felder                          |
| 4. Jänner 1993    | Andreas Goldberger                      | Jaroslav Sakala                         | Noriaki Kasai                           |
| 4. Jänner 1994    | Andreas Goldberger                      | Jens Weißflog                           | Noriaki Kasai                           |
| 4. Jänner 1995    | Kazuyoshi Funaki                        | Andreas Goldberger                      | Mika Laitinen                           |
| 4. Jänner 1996    | Andreas Goldberger                      | Jens Weißflog                           | Hiroya Saitō                            |
| 4. Jänner 1997    | Kazuyoshi Funaki                        | Primož Peterka                          | Ari-Pekka Nikkola                       |
| 4. Jänner 1998    | Kazuyoshi Funaki                        | Sven Hannawald                          | Janne Ahonen                            |
| 3. Jänner 1999    | Noriaki Kasai                           | Janne Ahonen                            | Hideharu Miyahira                       |
| 4. Jänner 2000    | Andreas Widhölzl                        | Martin Schmitt                          | Janne Ahonen                            |
| 4. Jänner 2001    | Adam Małysz                             | Janne Ahonen                            | Noriaki Kasai                           |
| 4. Jänner 2002    | Sven Hannawald                          | Adam Małysz                             | Martin Höllwarth                        |
| 4. Jänner 2003    | Janne Ahonen                            | Florian Liegl                           | Martin Höllwarth                        |
| 4. Jänner 2004    | Peter Žonta                             | Adam Małysz                             | Janne Ahonen                            |
| 3. Jänner 2005    | Janne Ahonen                            | Veli-Matti Lindström                    | Jakub Janda                             |
| 4. Jänner 2006    | Lars Bystøl                             | Jakub Janda                             | Bjørn Einar Romøren                     |
| 4. Jänner 2007    | Anders Jacobsen                         | Thomas Morgenstern                      | Simon Ammann                            |
| 4. Jänner 2008    | witterungsbedingt nicht ausgetragen (1) | witterungsbedingt nicht ausgetragen (1) | witterungsbedingt nicht ausgetragen (1) |
| 4. Jänner 2009    | Wolfgang Loitzl                         | Gregor Schlierenzauer                   | Martin Schmitt                          |
| 3. Jänner 2010    | Gregor Schlierenzauer                   | Simon Ammann                            | Janne Ahonen                            |
| 3. Jänner 2011    | Thomas Morgenstern                      | Adam Małysz                             | Tom Hilde                               |
| 4. Jänner 2012    | Andreas Kofler                          | Gregor Schlierenzauer                   | Taku Takeuchi                           |
| 4. Jänner 2013    | Gregor Schlierenzauer                   | Kamil Stoch                             | Anders Bardal                           |
| 4. Jänner 2014    | Anssi Koivuranta                        | Simon Ammann                            | Kamil Stoch                             |
| 4. Jänner 2015    | Richard Freitag                         | Stefan Kraft                            | Noriaki Kasai Simon Ammann              |
| 3. Jänner 2016    | Peter Prevc                             | Severin Freund                          | Kenneth Gangnes                         |
| 4. Jänner 2017    | Daniel-André Tande                      | Robert Johansson                        | Jewgeni Klimow                          |
| 4. Jänner 2018    | Kamil Stoch                             | Daniel-André Tande                      | Andreas Wellinger                       |
| 4. Jänner 2019    | Ryōyū Kobayashi                         | Stefan Kraft                            | Andreas Stjernen                        |
| 4. Jänner 2020    | Marius Lindvik                          | Dawid Kubacki                           | Daniel-André Tande                      |
| 3. Jänner 2021    | Kamil Stoch                             | Anže Lanišek                            | Dawid Kubacki                           |
| 4. Jänner 2022    | wegen zu starken Windes abgesagt (2)    | wegen zu starken Windes abgesagt (2)    | wegen zu starken Windes abgesagt (2)    |
| 4. Jänner 2023    | Dawid Kubacki                           | Halvor Egner Granerud                   | Anže Lanišek                            |
| 4. Jänner 2024    | Jan Hörl                                | Ryōyū Kobayashi                         | Michael Hayböck                         |
| 4. Jänner 2025    | Stefan Kraft                            | Jan Hörl                                | Daniel Tschofenig                       |

Seit der Saison 1979/80 zählen alle Springen der Vierschanzentournee auch zum damals eingeführten Skisprung-Weltcup.

### Weitere internationale Wettbewerbe
Genannt werden alle von der FIS organisierten Sprungwettbewerbe außerhalb der Vierschanzentournee.
| Datum              | Kategorie         | Schanze | 1. Platz                                                                 | 2. Platz                                                               | 3. Platz                                                       |
| ------------------ | ----------------- | ------- | ------------------------------------------------------------------------ | ---------------------------------------------------------------------- | -------------------------------------------------------------- |
| 8. Februar 1933    | Weltmeisterschaft | K90     | Marcel Reymond                                                           | Rudolf Burkert                                                         | Sven Eriksson                                                  |
| 29. Jänner 1964    | Olympia           | K90     | Toralf Engan                                                             | Veikko Kankkonen                                                       | Torgeir Brandtzæg                                              |
| 15. Februar 1976   | Olympia           | K120    | Karl Schnabl                                                             | Toni Innauer                                                           | Henry Glaß                                                     |
| 16. Jänner 1985    | Weltmeisterschaft | K120    | Per Bergerud                                                             | Jari Puikkonen                                                         | Matti Nykänen                                                  |
| 17. Jänner 1985    | Weltmeisterschaft | K120    | FinnlandTuomo Ylipulli Pentti Kokkonen Matti Nykänen Jari Puikkonen      | ÖsterreichAndreas Felder Armin Kogler Günther Stranner Ernst Vettori   | DDRFrank Sauerbrey Manfred Deckert Klaus Ostwald Jens Weißflog |
| 1. Jänner 2000     | Continental Cup   | K110    | Reinhard Schwarzenberger                                                 | Christian Nagiller                                                     | Stefan Kaiser                                                  |
| 2. Jänner 2001     | Continental Cup   | K120    | Manuel Fettner                                                           | Stefan Kaiser                                                          | Akseli Lajunen                                                 |
| 2. Jänner 2002     | Continental Cup   | K120    | Clint Jones                                                              | Dirk Else                                                              | Michael Neumayer                                               |
| 14. September 2002 | Grand Prix        | K120    | Martin Höllwarth                                                         | Clint Jones                                                            | Andreas Widhölzl                                               |
| 31. August 2003    | Grand Prix        | K120    | Maximilian Mechler                                                       | Rok Benkovič                                                           | Veli-Matti Lindström                                           |
| 12. September 2004 | Grand Prix        | HS130   | Daniel Forfang                                                           | Roar Ljøkelsøy                                                         | Hideharu Miyahira                                              |
| 19. Jänner 2005    | Universiade       | HS130   | Manuel Fettner                                                           | Florian Liegl                                                          | Martin Koch                                                    |
| 23. Februar 2019   | Weltmeisterschaft | HS130   | Markus Eisenbichler                                                      | Karl Geiger                                                            | Killian Peier                                                  |
| 24. Februar 2019   | Weltmeisterschaft | HS130   | DeutschlandKarl Geiger Richard Freitag Stephan Leyhe Markus Eisenbichler | ÖsterreichPhilipp Aschenwald Michael Hayböck Daniel Huber Stefan Kraft | JapanYukiya Satō Daiki Itō Junshirō Kobayashi Ryōyū Kobayashi  |
| 16. Jänner 2021    | Continental Cup   | HS128   | Aleksander Zniszczoł                                                     | Anders Håre                                                            | Niklas Bachlinger                                              |
| 16. Jänner 2021    | Continental Cup   | HS128   | Simon Ammann                                                             | Niklas Bachlinger                                                      | Lovro Kos                                                      |
| 21. Jänner 2022    | Continental Cup   | HS128   | Sara Takanashi                                                           | Alexandra Kustowa                                                      | Yūki Itō                                                       |
| 22. Jänner 2022    | Continental Cup   | HS128   | Sara Takanashi                                                           | Alexandra Kustowa                                                      | Sophie Sorschag                                                |
| 22. Jänner 2022    | Continental Cup   | HS128   | Anže Semenič                                                             | Thomas Lackner                                                         | Jan Bombek                                                     |
| 23. Jänner 2022    | Continental Cup   | HS128   | Anže Semenič                                                             | Ulrich Wohlgenannt                                                     | Thomas Lackner                                                 |

## Sonstiges
2014 ist der Stuntfahrer Günter Schachermayr mit einem Motorroller die Anlaufspur hinaufgefahren, mit 35° Neigung (rund 70 % Steigung) die weltweit steilste Fahrt mit einer Vespa.
Die Bergsprintveranstaltung Red Bull 400 wurde 2011 begonnen und  fand an der Bergiselschanze erstmals am 27. August 2022 und mit 1250 Teilnehmenden wieder am 28. September 2024 statt. Der 400 m lange Jedermannlauf startet etwa an der tiefsten Stelle des Auslaufs, führt über das Seilnetz, das im Winter in der steilen Aufsprungzone dem Schnee Halt gibt, über den mit Holzlatten bestückten Anlauf rund 130 m hinauf bis zum Springerstart nächst dem Restaurant ganz oben – bis zu 75 % Steigung, es wird auch mit Unterstützung durch die Hände gelaufen. Der schnellste Mann war 2024 Klemen Španring (SLO, 3:09), die schnellste Frau Tatjana Paller (D).

## Rezeption
Im Jahr 2013 brachte die Österreichische Post eine Sondermarke heraus, welche die moderne Architektur der Schanze thematisierte. Die Briefmarke mit der Frankatur von 62 Cent wurde von der Designerin Silvia Moucka gestaltet und zeigt die geschwungene Spitze des Sprungturms in eine starken Untersicht.